# Leptotila plumbeiceps
Leptotila plumbeiceps là một loài chim trong họ Columbidae.